# Francisco de Támara
Francisco (de) Thámara o Támara (¿Cádiz? - post 1556) fue un humanista, traductor, gramático e historiador español del tercio central del siglo XVI.

## Biografía
Poco se conoce sobre él. Alcanzó el título de bachiller y ya en 1543 vivía en la ciudad de Cádiz, porque se conservan documentos que atestiguan sus dificultades económicas (préstamos que no alcanzaba a devolver, embargos), algo habitual entre los maestros de latinidad o "dómines" de su época, aunque ha subsistido tan poca información que es imposible saber si nació allí, como es  posible; en todo caso estaba casado con Leonor Ruiz Machorra, que sí parece haber sido gaditana, y vivió como profesor de latín en dicha ciudad, publicando algunas traducciones dedicadas a todos los nobles importantes del entorno y dejando otras inéditas. Tras la traducción de los Apotegmas de Erasmo (1549) y de diversas obras de Cicerón y Jenofonte, publicó unos Grammatices rudimenta (1550), dedicados al deán de la Catedral de Cádiz, que en realidad incluye tres obras: una Suma y erudición de gramática en metro castellano, otra Instrucción latina, muy compendiosa y útil para los principiantes y los Grammatices rudimenta propiamente dichos. De Cicerón tradujo los tres libros De los oficios y los diálogos De senectute y De amicitia, y de Jenofonte el Económico, publicándolos todos juntos en Sevilla en 1545, con tal éxito que se hicieron cinco reimpresiones, y también tradujo obras de humanistas europeos de interés general. Hélène Rabaey cree que también se le pueden atribuir versiones del Sueño de Escipión de Cicerón y de la Económica de Aristóteles.<ref>Cf. Victoria Pineda, «El arte de traducir en el Renacimiento (La obra de Francisco de Támara)».
En Criticón (Toulouse), 73, 1998, pp. 23-35: http://cvc.cervantes.es/literatura/criticon/PDF/073/073_025.pdf y  Hélène Rabaey, "Francisco de Támara: algunos aportes biográficos", en Calamus renascens: Revista de humanismo y tradición clásica, núm. 3, 2002, págs. 249-254:https://rodin.uca.es/xmlui/bitstream/handle/10498/10074/3138142x.pdf?sequence=1&isAllowed=y

## Obras
- Grammatices rudimenta, Amberes: Martín Nucio, 1550; añade una Suma y erudición de gramática en metro castellano y otra Instrucción latina, muy compendiosa y útil para los principiantes a los Grammatices rudimenta propiamente dichos.
- Traducción de Johann Carion (o Johannes Carion (1499‑1537), Suma y compendio de todas las crónicas del mundo. Medina: [s.n.], 1553 y Amberes 1553, con el apéndice Tabla y repertorio de todas las personas y cosas memorables que han sido desde el principio del mundo hasta el año presente.
- Traducción de Polidoro Virgilio, De la invención y principio de todas las cosas. Anvers: en la enseña del unicornio dorado, en casa de Martin Nucio, 1550.
- Traducción de Desiderio Erasmo, Libro de Apothegmas. [s.l. , s. n.], 1549 (reimpresión 1552).
- Traducciones de Cicerón y Jenofonte, Libro de los oficios, de la amicicia... con Xenophon, Sevilla, 1545, muy reimpreso.
- Traducción de Johann Bohm (o Johannes Boemus, ¿1485? - 1535), Libro de las costumbres de todas las gentes del mundo, Amberes, 1556. Como apéndice a esta obra figura su Suma y breve relación de todas las Indias y tierras nuevamente descubiertas por gente de España,
- Traducción de Marcantonio Coccio o Cocci ("Marco Antonio Sabellico", 1436 - 1506), Libro de los exemplos, manuscrito perdido que no llegó a imprimirse.
- Dechado de ejemplos, manuscrito.
- Traducción de Gregorio Giraldo de Ferrara, Sobre la ingratitud, manuscrito.
- Traducciones manuscritas de Aristóteles, Económica, y el Somnium Scipionis de Cicerón.